# Adam Roberts
Adam Roberts (30 giugno 1965) è uno scrittore britannico di fantascienza.

## Biografia
Ha una laurea in inglese conseguita presso l'Università di Aberdeen e un PhD presso l'Università di Cambridge riguardante Robert Browning. Insegna letteratura inglese e scrittura creativa alla Royal Holloway, University of London.
Adam Roberts è stato candidato tre volte per il Premio Arthur C. Clarke: nel 2001 per il suo romanzo d'esordio, Salt, nel 2007 per Gradisil e nel 2010 per Yellow Blue Tibia. Ha vinto sia il BSFA Award 2012 per il miglior romanzo, sia il Premio John Wood Campbell Memorial, per Jack Glass. È stato anche selezionato per il premio The Kitschies Red Tentacle. Il suo racconto Tollund è stato nominato per il Sidewise Award 2014. La fantascienza di Roberts è stata elogiata da molti critici sia all'interno che all'esterno del genere, ed alcuni lo hanno paragonato ad autori di genere come Pel Torro, John E. Muller e Karl Zeigfreid.
Nel maggio 2014, Roberts ha tenuto la seconda conferenza annuale di Tolkien al Pembroke College di Oxford, parlando sul tema di Tolkien e le donne.

## Opere
Lista parziale

### Romanzi
- Salt (2000, ISBN 0-575-06896-5)
- On (2001, ISBN 0-575-07176-1)
- Stone (2002, ISBN 0-575-07396-9)
- Polystom (2003, ISBN 0-575-07541-4)
- The Snow (2004)
- Gradisil (2006)
- Land of the Headless (2007)
- Splinter (2007)
- Swiftly: A Novel (2008)
- Yellow Blue Tibia: A Novel (2009, ISBN 0-575-08356-5)
- New Model Army (2010)
- By Light Alone (2011)
- Jack Glass (2012, ISBN 0-575-12763-5)
- Twenty Trillion Leagues Under the Sea (2014)
- Bête (2014, ISBN 978-0-575-12768-5)
- The Thing Itself (2015)
- The Real-Town Murders (2017)
- By the Pricking of Her Thumb (2018)[5]
- Haven (2018)
- The Black Prince (2018)

### Raccolte di racconti e novelle
- Park Polar (2002)
- Jupiter Magnified (2003)
- Swiftly: Stories (2004)
- "S-Bomb" in Riffing on Strings: Creative Writing Inspired by String Theory (2008, ISBN 0-9802114-0-9)
- Anticopernicus (2011)
- Adam Robots (2013)
- "Trademark Bugs: A Legal History", Reach for Infinity (2014)[6]
- Saint Rebor (2015)
- Bethany (2016)
- The Lake Boy (2018)
- The Man Who Would Be Kling (2019)
- The Compelled (2020)

### Parodie
- The Soddit (2003, The Hobbit); pubblicato in italiano come Lo Sghorbit
- The McAtrix Derided (2004, The Matrix)
- The Sellamillion (2004, The Silmarillion)
- Star Warped (2005, Star Wars)
- The Va Dinci Cod (2005, The Da Vinci Code)
- Doctor Whom: E.T. Shoots and Leaves (2006, Doctor Who)
- I am Scrooge: A Zombie Story for Christmas  (2009, Charles Dickens, A Christmas Carol).
- The Dragon with the Girl Tattoo (2010, The Girl with the Dragon Tattoo)
- I, Soddit: The Autobiography (2013, The Hobbit)

### Saggi
- Silk and Potatoes: Contemporary Arthurian Fantasy (1998)
- Science Fiction: the New Critical Idiom (2000, second edition 2005)
- Tolkien: A Look Behind "The Lord of the Rings" (with Lin Carter) (updated edition 2003)
- The History of Science Fiction (Palgrave Histories of Literature) (2006, second edition 2016)
- The Riddles of The Hobbit (Palgrave Macmillan) (2013)
- Sibilant Fricative: Essays and Reviews (2014)
- Rave and Let Die: The SF and Fantasy of 2014 (2015)

### Poesia
- Wodwo Vergil (2018)

### Altro, non narrativa
- Get Started in: Writing Science Fiction and Fantasy (2014, ISBN 978-1-4447-9565-3)